# Enunciado

Representação de diálogo entre duas pessoas. Grosso modo, cada uma produz enunciados na situação real de comunicação

Em linguística, enunciado é a menor unidade do discurso. Pode-se dizer, de modo geral, que o enunciado é o dito concreto, falado, lido ou ouvido, em determinada interação linguística.
No caso das línguas orais/sinalizadas, os enunciados têm várias características além dos traços segmentais, como expressão facial, gestos, postura, que também interferem na interpretação do que é dito. Recursos prosódicos incluem entonação, bem como reticências, silêncio e repetição. Outras características incluem falsos inícios, atos falhos, sotaque, expressões dêiticas, conectivos, anáforas, implicações e léxico coloquial.
Na história da linguística, diversas teorias da enunciação foram desenvolvidas e repercutidas amplamente pela ciência da linguagem. A teoria de Émile Benveniste, por exemplo, destaca-se por dar ênfase à colocação do "funcionamento da linguagem por um ato individual de utilização", processo que resulta no enunciado. Para Mikhail Bakhtin, todos os enunciados são dialógicos, isto é, fazem referência a dizeres prévios e são uma atitude responsiva a estes, e o conjunto de enunciados mais ou menos estáveis agrupam-se num mesmo gênero. Além dessas teorias, Oswald Ducrot, Paul Grice, John L. Austin, Algirdas Julien Greimas, entre outros, também teorizaram sobre enunciação e enunciado.